# Charles Albert Waltner

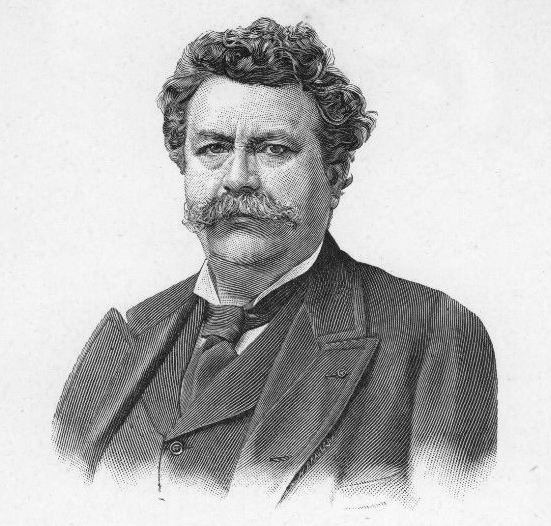
Charles Albert Waltner

Charles Waltner (* 23. oder 24. März 1846 in Paris; † 15. Juni 1925 ebenda) war ein französischer Kupferstecher und Radierer.

## Leben
Waltner war zerst Schüler von Jean-Léon Gérôme und Léon Bonnat, bei denen er Malerei studierte. Erst später wurde er von Henriquel-Dupont in der Kunst des Kupferstechens und Radieren unterwiesen. Nachdem er anfangs einige kleinere Blätter gestochen hatte, wandte er sich später hauptsächlich der Radierkunst zu und erreichte bald in der Wiedergabe von Gemälden der koloristischen Richtung, insbesondere Rembrandts, große Fähigkeiten.
1868 errang Waltner den Prix de Rome der ihm einen Aufenthalt in Rom ermöglichte. Waltner wurden viele Ehrungen zuteil. So wurde er 1888 Ehrenmitglied der Akademie der bildenden Künste Wien. Weiterhin wurde er 1899 zum Offizier der Ehrenlegion ernannt. 1908 wurde Waltner in die Académie des Beaux-Arts aufgenommen.
Waltner war Mitglied und Professor an der Ecole nationale des Beaux-Arts und Mitbegründer der Société nationale des beaux-arts.

## Hauptwerke
- Bildnis des Barons von Vicq nach Rubens (1870),
- Infantin Margarete nach Velazquez,
- Rembrandt nach dessen Selbstporträt,
- Die chinesische Vase nach Fortuny,
- Grablegung nach van Dyck,
- Der Angelus nach Millet,
- Christus vor Pilatus nach Munkacsy (1882),
- Die Nachtwache nach Rembrandt (1885).